# Ave verum corpus (Poulenc)
Pour les articles homonymes, voir Ave verum corpus.
Ave verum corpus, FP 154, sous-titré pour les Saluts du Très Saint Sacrement, est un motet pour chœur de femmes  à trois voix a cappella, composé par Francis Poulenc en 1952.

## Génèse
Poulenc compose l'œuvre en mai  1952 dans sa maison de Noizay, en réponse à une commande de la Fondation Howard Heinz pour le Pittsburgh International Contemporary Festival. 
La pièce est créée le 25 novembre 1952 au Carnegie Music Hall de Pittsburgh, par le Pennsylvania College for Women Choir, sous la direction de Russell G. Wichman.
L'œuvre est dédiée « à la chorale féminine de Pittsburgh ».

## Composition
L'exécution de la pièce dure environ 3 minutes.

## Texte
Ave verum corpus Christi

Natum ex Maria Virgine

Vere possum immolatum

In cruce pro homine

## Discographie sélective
- 1998, Francis Poulenc, Musique chorale religieuse, Nederlands Kamerkoor, Eric Ericson (dir.), Globe
- 1998, Francis Poulenc, Oeuvres sacrées, Accentus, Laurence Equilbey (dir.), Musidisc